# Gray Court
Gray Court est une ville située dans le comté de Laurens, dans l’État de Caroline du Sud, aux États-Unis. Lors du recensement de 2020, elle comptait 763 habitants.